# Murexida
A murexida (ou purpurato de amônio, sal de amônio do ácido purpúrico), (NH4C8H4N5O6, ou C8H5N5O6.NH3),  é um indicador para análise de metais em compleximetria.
A temperatura ambiente se apresenta como um sólido marrom escuro inodoro, levemente solúvel em água, e visto que em solução este indicador é instável, é utilizado em mistura sólida pulverizada com cloreto de sódio. A viragem é assinalada pela troca da cor de vermelho, para a forma ligada ao metal, na titulação, para o violeta. Sua coloração em solução também varia com o pH do amarelo em fortes solução ácidas passando por púrpura-avermelhado em fracas soluções ácidas a azul-púrpura em soluções alcalinas.

## Usos
É um indicador geralmente utilizado na análise quantitativa complexométrica de cádmio, cobalto, níquel, cobre, tório e metais "terras-raras". Graças as pequenas quantidades necessárias para este propósito, é frequentemente usado em uma mistura 1:250 com sulfato de potássio.
É usado na determinação da dureza da água.
Murexida é também usada como um reagente colorimétrico para a medição de cálcio e terras-raras; para cálcio, o pH requerido é 11.3, a faixa de detecção situa-se entre 0.2-1.2 ppm, e a absorbância máxima se dá no comprimento de onda de 506 nm.

## Obtenção
Pode ser preparado pelo aquecimento de aloxantina em gás amônia a 100°C, ou por ebulir uramil com óxido de mercúrio. W.N. Hartley encontrou considerável dificuldade em obter espécimes de murexida suficientemente puras para dar resultados concordantes quando examinados por meio de seus espectros de absorção, e consequentemente planejar um novo método de preparação para a murexida. Neste processo a aloxantina é dissolvida em um grande excesso de álcool absoluto em ebulição, e gás amônia seco é passado na solução por aproximadamente três horas. A solução é então filtrada da murexida precipitada, a qual é lavada com álcool absoluto e seca. O sal obtido é uma etapa para se chegar a substância anidra. Ela pode também ser preparada por digestão de aloxano com amônia alcoólica a aproximadamente 78°C; o sólido púrpura formado é facilmente solúvel em água, e a solução produzida é indistinguível de uma de murexida.